# Hologymnosus rhodonotus
Hologymnosus rhodonotus là một loài cá biển thuộc chi Hologymnosus trong họ Cá bàng chài. Loài này được mô tả lần đầu tiên vào năm 1988.

## Từ nguyên
Từ định danh rhodonotus được ghép bởi hai từ trong tiếng Latinh: rhodo ("màu đỏ hồng") và notus ("lưng"), hàm ý đề cập đến dải màu hồng–đỏ ở cả cá đực và cá cái thuộc loài cá này.

## Phạm vi phân bố và môi trường sống
H. rhodonotus có phạm vi phân bố thưa thớt ở Tây Thái Bình Dương. Loài này được ghi nhận tại quần đảo Ryukyu và quần đảo Ogasawara (phía nam Nhật Bản); đảo Đài Loan; đảo Palawan (Philippines); đảo Bali, Lombok và phía tây Sumbawa (Indonesia); rạn san hô Ashmore (Úc).
H. rhodonotus sống gần những rạn san hô trên nền đáy cát hoặc đá vụn, và thường được tìm thấy ở những vùng biển có nhiều rong biển thuộc chi Halimeda, độ sâu khoảng từ 22 đến 45 m.

## Mô tả
H. rhodonotus có chiều dài cơ thể tối đa được ghi nhận là 32 cm. Cơ thể thuôn dài.
Số gai ở vây lưng: 9; Số tia vây ở vây lưng: 12; Số gai ở vây hậu môn: 3; Số tia vây ở vây hậu môn: 12.

## Hành vi và tập tính
Thức ăn của H. rhodonotus có lẽ là cá nhỏ và những loài thủy sinh không xương sống như đồng loại trong chi Hologymnosus. H. rhodonotus có thể sống đơn độc (cá đực trưởng thành) hoặc hợp thành những nhóm nhỏ (cá con và cá cái).